# Fábrica Argentina de Aviones
Fábrica Argentina de Aviones – argentyńska wytwórnia lotnicza. Firma została otwarta 10 października 1927 roku w Córdobie. W 1995 roku została sprzedana amerykańskiej firmie Lockheed Martin. W 2009 roku ponownie znalazła się w państwowych rękach po nacjonalizacji.

## Historia

### Geneza
Pomysłodawcą i pierwszym dyrektorem wytwórni był Francisco de Arteaga. Był on oficerem armii, który po odejściu z wojska w marcu 1916 roku wyjechał do Francji aby tam ukończyć studia w paryskiej Wyższej Szkole Lotnictwa i Budowy Maszyn (École supérieure d'aéronautique et de constructions mécaniques, obecnie École Supérieure d’Aéronautique) stając się tym samym pierwszym, dyplomowanym inżynierem lotnictwa w Argentynie. Pomysł de Arteagi uzyskał poparcie w kręgach rządzących. Agustín Pedro Justo, ówczesny minister wojny oraz argentyński prezydent, Marcelo Torcuato de Alvear, poparli jego starania chcąc uniezależnić z jednej strony kraj od zagranicznych dostawców a z drugiej strony stymulować gospodarczy rozwój kraju. W 1924 roku de Arteaga jako członek Komisji Zakupów Sprzętu i Uzbrojenia jedzie do Europy. Dzięki jego staraniom część funduszy przeznaczonych na zakupów samolotów i uzbrojenia dla argentyńskiej armii zostaje przeznaczona na zakup licencji i maszyn niezbędnych do uruchomienia w kraju produkcji silników i samolotów. Udało się zakupić licencje na produkcję brytyjskiej maszyny Avro 504R, francuskiej Dewoitine D.21 oraz silników, również pochodzących z Francji, firmy Lorraine-Dietrich. W kwietniu 1926 roku plan fabryki samolotów i silników lotniczych, nazwanej początkowo Fábrica Nacional de Aviones (Państwowa Fabryka Samolotów) został przedłożony do akceptacji rządowi. 8 czerwca tego samego roku powołano do życia specjalną komisję mającą za zadanie realizację pomysłu de Arteagi, który został zresztą jej członkiem. Pierwszy projekt został zatwierdzony do realizacji 4 października. Fabrykę ulokowano w Córdobie. Autorem tego pomysłu był generalny inspektor armii, generał José Félix Uriburu. 10 listopada 1926 roku nastąpiło uroczyste wmurowanie kamienia węgielnego a 2 stycznia 1927 roku prace ruszyły pełną parą. Nadzór nad całością sprawował Agustín Pedro Justo a de Arteaga miał zorganizować prace istniejącej już wytwórni. 18 lipca 1927 roku zmieniono dotychczasową nazwę, od tej pory brzmiała ona Fábrica Militar de Aviones (Wojskowa Fabryka Samolotów - FMA). 10 października 1927 roku fabryka została uroczyście otwarta.

### Pierwsze lata

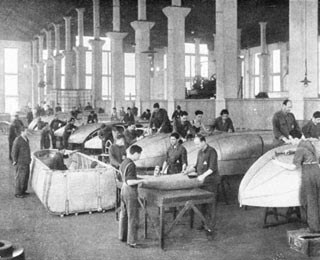
Wytwórnia w latach 30. ubiegłego wieku

Początkowo fabryka składała się z ośmiu budynków o powierzchni 8340 m², zatrudniała 193 osoby a jej dyrektorem generalnym był Francisco de Arteaga. Dość szybko rozbudowano istniejącą już infrastrukturę. W lutym 1928 roku rozpoczęto rozbudowę, w ramach której powstały laboratoria (między innymi silników, wytrzymałościowe i aerodynamiczne), biuro konstrukcyjne i kolejne warsztaty. Nie zapomniano o wygodzie pracowników budując w tym czasie stołówkę przeznaczoną dla personelu. Fabryka przeszła jeszcze jedną modernizację i rozbudowę. W skład wytwórni chodziły trzy działy: warsztaty produkcyjne samolotów i śmigieł, warsztaty produkcyjne silników i trzeci wydział obejmujący dyrekcje, biuro projektowe, laboratoria, biuro dokumentacji technicznej, dział nadzoru produkcji i zaplecze administracyjne. 4 maja 1927 roku władze utworzyły Generalną Dyrekcję Lotnictwa (Dirección General de Aeronáutica), a w jej ramach Dyrekcję Techniki Lotniczej (Dirección de Aerotécnica). Zadaniem tej ostatniej był nadzór nad badaniami, produkcją, remontami i projektowaniem samolotów w Argentynie i to ona stała się ciałem, której podlegała wytwórnia. Na czele Dirección de Aerotécnica stanął Francisco de Arteaga. 20 sierpnia 1928 roku dokonano oblotu pierwszego, wyprodukowanego na licencji samolotu Avro 504R. Za jego sterami zasiadał wojskowy pilot Segundo A. Yubel. Lot nie należał do udanych. Już po 10 minutach samolot musiał lądować z powodu pożaru silnika maszyny. 2 października tego samego roku Avro ponownie wzbił się w powietrze podczas pokazu dla prasy a w tylnej kabinie płatowca, aby zademonstrować solidność wykonania samolotu, zasiadł sam de Arteaga. 14 lutego 1929 roku, po raz pierwszy uruchomiono na hamowni licencyjny silnik Lorraine-Dietrich, który miał posłużyć do napędu samolotów Dewoitine D.21. Pierwszego wybudowanego samodzielnie D.21 oblatano 9 września 1930 roku. Pierwszym czysto rodzimym samolotem, samodzielnie zaprojektowanym i wybudowanym był FMA Ae.C.1. Niewielki, turystyczny, trzyosobowy samolot, który do swojego dziewiczego lotu wzbił się 28 października 1931 roku. Tymczasem w proteście przeciwko zbyt daleko idącym według niego, ingerencją rządzących w działalność fabryki, de Arteaga złożył rezygnacje z pełnionych funkcji 11 lutego 1931 roku. Jego następcą został Bartolomé de la Colina, który sprawował swoją funkcję na stanowisku dyrektora FMA do września 1936 roku. Drugim samodzielnie zaprojektowanym i zbudowanym samolotem wytwórni był Ae.C.2 oblatany 18 kwietnia 1932 roku. Maszyna stała się podstawą do zbudowania pierwszego samolotu przeznaczonego dla wojska, szkolnego Ae.M.E.1, który do swojego dziewiczego lotu wzbił się 9 października 1932 roku. 15 kwietnia 1933 roku dokonano oblotu pierwszego zaprojektowanego w argentyńskiej wytwórni samolotu pasażerskiego (transportowego) Ae.T.1. Pod koniec lat 30. zbudowano serię samolotów bombowych dla lotnictwa Argentyny Ae.M.B.1.

### Okres powojenny
Po wojnie Argentyna dzięki konstrukcji zbudowanej w wytwórni znalazła się w czołówce krajów samodzielnie konstruujących i budujących samoloty z napędem odrzutowym. Argentyński Instituto Aerotecnico zaprojektował a FMA wybudowała pierwszy w kraju i pierwszy na kontynencie odrzutowiec FMA I.Ae. 27 Pulqui, oblatany 9 sierpnia 1947 roku. Zespołowi inżynierów odpowiedzialnych za jego konstrukcje przewodził francuski konstruktor Émile Dewoitine. Samolot nie wszedł do produkcji seryjnej i został zbudowany w jednym egzemplarzu, ale przyczynił się do opanowania technologii budowy maszyn z napędem odrzutowym. Jej efektem był kolejny samolot, tym razem zaprojektowany przez Niemca Kurta Tanka, FMA Pulqui II, następnie FMA I.Ae 37, maszyna w układzie latającego skrzydła, zaprojektowana przez kolejnego niemieckiego uchodźce – Reimara Hortena. Żadna z tych wczesnych konstrukcji nie weszła do produkcji seryjnej. Udanym samolotem treningowym z napędem odrzutowym i wprowadzonym do produkcji seryjnej okazał się być FMA IA 63 Pampa z 1984 roku. W międzyczasie w FMA wybudowano i wdrożono produkcję seryjną dwusilnikowego samolotu szturmowego FMA IA 58 Pucará. Pucary wzięły udział w wojnie o Falklandy. W 1995 roku rząd Carloas Menema sprywatyzował zakłady sprzedając je amerykańskiej wytwórni Lockheed Martin. Argentyńskie zakłady nazywały się od tego momentu Lockheed Martin Aircraft Argentina SA (LMAASA). W sierpniu 2009 roku wytwórnia została znacjonalizowana i ponownie znalazła się w argentyńskich rękach.